# جون برانون
جون برانون (بالإنجليزية: John Brannon)‏ هو مغني أمريكي، ولد في 15 أغسطس 1961 في بونتياك في الولايات المتحدة.